# ديفيد ماكليستر
ديفيد ماكليستر (بالإنجليزية: David McAllister)‏ (29 ديسمبر 1988 في جمهورية أيرلندا - ) هو لاعب كرة قدم أيرلندي في مركز الوسط. لعب مع باتريك أتلتيك ودرودا يونايتد وستيفيناغ بوروه وشروزبري تاون وشيفيلد يونايتد ونادي شيلبورن.

## وصلات خارجية
- ديفيد ماكليستر على موقع قاعدة بيانات كرة القدم.إي يو (الإنجليزية)
- ديفيد ماكليستر على موقع Soccerbase.com (لاعب) (الإنجليزية)
- ديفيد ماكليستر على موقع Soccerway.com (الإنجليزية)